# Preussag
Preuss-AG (Aktien-Gesellschaft) était un groupe industriel polyvalent (essentiellement minier et métallurgique) qui a régné sur le bassin de la Ruhr, jusqu’à la crise de cette activité. Ce groupe avait été formé le 9 octobre 1923 par la reconversion des mines royales de Prusse (Preußische Bergwerks- und Hütten-Aktiengesellschaft) en Entreprise publique. Après la cession en 1997 de Salzgitter AG et le rachat de la compagnie maritime Hapag-Lloyd, Preussag est devenue une entreprise de service tournée vers l'industrie des loisirs. Avec le rachat du groupe Thomson Travel en 2000 et l'adoption d'une nouvelle raison sociale, TUI (1er juillet 2002), ce groupe s'est imposé comme le n°2 mondial du secteur du tourisme.

## Création
La société par actions Preussag est née de la privatisation des mines royales de Prusse (houille, fer, salines et manufactures d'ambre). Il s'agissait alors, dans un contexte de crise, de faire d'une organisation monarchique prestigieuse et très hiérarchisée, une entreprise rentable pour l’État libre de Prusse. Le Landtag de Prusse vote le 9 octobre 1923 la privatisation des mines royales pour en faire une société par actions. Le texte de loi assignait à ce nouvel établissement la tâche de remettre en état les exploitations minières afin de valoriser le sous-sol. Les salariés et employés de l’administration royale formaient l'effectif initial de la société, avec la possibilité d'augmentation de salaire aussi bien que le risque d'être renvoyés pour raison économique.
Ainsi, à sa création, Preussag possédait un siège social à Berlin et au 1er décembre 1923 elle comptait 31 000 employés. Ses points forts étaient les houillères (avec 17 000 employés, dont 13 000 en Haute-Silésie), les mines de fer et la métallurgie. Les principales mines et usines se trouvaient à Ibbenbüren, Bad Oeynhausen, Barsinghausen, Obernkirchen, Vienenburg, Dillenburg, Kœnigsberg, Palmnicken, Gleiwitz, Hindenburg, Staßfurt, Schönebeck, Därrenberg, Artern, Bleicherode, Rüdersdorf bei Berlin et dans le Harz (Clausthal-Zellerfeld, Oker/Harlingerode, Goslar/Rammelsberg).
Vers 1930, l'éventail des productions de Preussag comprenait la houille (avec conditionnement en coke ou briquettes), le lignite, le sel gemme et l'exploitation des mines de potasse, les métaux (plomb, zinc, argent, or, fer, métaux nobles), la craie, l’ambre de la Baltique ; mais la crise de 1929 atteignait alors en Allemagne son paroxysme, et Preussag décida de renforcer ses positions sur le marché pétrolier par l'acquisition de puits et de distillerie pour la production de produits dérivés. En 1931, elle se partageait le marché allemand avec la firme Deurag-Nerag de Misburg près de Hanovre. Cette reconversion n'empêcha pourtant pas Preussag de subir de plein fouet la crise économique, qui était une crise de surproduction.